# Platja d'Aiguablava
La platja d'Aiguablava és una platja semiurbana del municipi de Begur (Baix Empordà), situada al fons de la cala d'Aiguablava. Orientada al nord-est, té una longitud de 86,7 metres i una amplada mitjana de 27 metres, formada per sorra mitjana i fina, amb un pendent d'entrada a l'aigua molt fort. Limita a nord i a sud amb roquissars i penya-segats. El grau d'ocupació de la platja a l'estiu és alt. Disposa de dutxes, servei de vigilància, rampes d’accés per a persones amb mobilitat reduïda, aparcament, guingueta i diversos restaurants.
L'Agència Catalana de l'Aigua efectua un control setmanal de la qualitat de l'aigua, durant la temporada de bany, amb el resultat d'excel·lent.
Arran de platja hi ha les Barraques de pescadors d'Aiguablava, un conjunt protegit com a Bé Cultural d'Interès Local.